# The Lemon Twigs
I The Lemon Twigs sono un gruppo musicale rock statunitense originario di Hicksville (New York) e attivo dal 2014.

## Storia del gruppo
Il gruppo è fondato e costituito dai fratelli Brian e Michael D'Addario, entrambi cantanti, autori e polistrumentisti. Lo stile del gruppo rievoca  le radici del pop-rock anni '60 e '70, con accostamenti anche al power pop, al glam rock, all'art rock ed al jangle pop.
Il debutto discografico ufficiale del gruppo è avvenuto nel 2016 con il singolo These Words/As Long as We're Together. Il primo album è stato pubblicato nell'ottobre 2016 con il titolo Do Hollywood.
Nell'agosto 2018 esce il secondo album Go to School, un concept album su uno scimpanzé cresciuto come un bambino umano. Il terzo album in studio Songs for the General Public, pubblicato nell'agosto 2020, è stato prodotto da Jonathan Rado, membro dei Foxygen.
Nel maggio 2023 pubblicano il quarto album Everything Harmony, attraverso la Captured Tracks. Il quinto album in studio viene pubblicato un anno dopo, nel maggio 2024, e vede la collaborazione di Sean Lennon come bassista e coproduttore in una traccia.

## Formazione
- Brian D'Addario – voce, chitarra, basso, tastiera, batteria, tromba, violoncello (dal 2014)
- Michael D'Addario – voce, chitarra, basso, tastiera, batteria, percussioni (dal 2014)

## Discografia

### Album in studio
- 2015 - What We Know (2015; edizione limitata)
- 2016 -  Do Hollywood
- 2018 -  Go to School
- 2020 -  Songs for the General Public
- 2023 - Everything Harmony
- 2024 - A Dream Is All We Know

### EP
- 2017 - Brothers of Destruction

### Album dal vivo
- 2020 - The Lemon Twigs LIVE